# Eduard Gratacós
Eduard Gratacós Solsona (Barcelona, España, 25 de diciembre de 1965) es un médico científico, especialista en obstetricia y ginecología, experto en medicina maternofetal y cirugía fetal. Gratacós ha sido uno de los pioneros del concepto de feto como paciente y ha publicado tratados monográficos de medicina fetal. Actualmente, es el director del proyecto español de placenta artificial.

## Trayectoria
Formado como especialista en el Hospital Clínico de Barcelona, de 1997 a 2000 trabajó en Lovaina (Bélgica), como investigador postdoctoral y posteriormente como responsable de la Unidad de Medicina Fetal. En Lovaina trabajó bajo la dirección de Jan Deprest y se integró en el grupo Eurofoetus, pionero de la cirugía fetal en Europa. Realizó la primera cirugía fetal en España en 1999, en el Hospital Universitario Valle de Hebrón, de Barcelona.
Al año siguiente, en 2000, creó en el mismo hospital la primera unidad de medicina y cirugía fetal en España. En 2005 se incorporó al Hospital Clínico de Barcelona como Jefe de Servicio de Medicina Maternofetal. Unos años después, en 2013, impulsó la creación de BCNatal, un Centro de Medicina Maternofetal y Neonatal del Hospital Clínico y Hospital San Juan de Dios de Barcelona, uno de los mayores centros clínicos y de investigación en medicina y cirugía fetal en Europa, del que actualmente es su director.
Ejerce como Catedrático de la Universidad de Barcelona. Es director de los grupos de investigación de Medicina Fetal en IDIBAPS, del Institut de Recerca Sant Joan de Déu y del CIBERER.

## Investigación
Sus principales líneas de investigación han sido la insuficiencia placentaria (retraso de crecimiento fetal y preeclampsia), la programación fetal y la cirugía fetal. Cuenta con más de 600 artículos científicos. Ha sido investigador principal en más de 60 proyectos nacionales e internacionales y Director del Programa de Doctorado en Medicina Perinatal (2012-2021) de la Comisión Europea (Universidades de Barcelona, Lovaina y Lund). Ha dirigido más de 40 tesis doctorales. Entre las principales aportaciones científicas de su grupo de investigación destacan la descripción de un sistema de estadiaje del retraso de crecimiento fetal, la descripción de un sistema de clasificación de retraso de crecimiento fetal selectivo en gestación gemelar monocorial, y la demostración de que diversas condiciones fetales producen programación fetal a nivel neurológico y cardiovascular, así como el desarrollo y primera aplicación en el mundo de nuevas técnicas de cirugía fetal, como la oclusión traqueal para la hernia diafragmática (junto a Jan Deprest y Kypros Nicolaides) y las primeras cirugías fetales para obstrucciones de vías aéreas fetales (CHAOS y atresia laríngea). Más recientemente, ha contribuido en la demostración de que las intervenciones en el estilo de vida materno reducen complicaciones del embarazo y mejoran el neurodesarrollo fetal. También ha impulsado el Proyecto Caixa Research Placenta Artificial de Barcelona, uno de los pocos proyectos experimentales de placenta artificial existentes en el mundo.
Es coinventor de 5 patentes. A fecha de diciembre de 2023 cuenta con un índice h de 105.

## Docencia y divulgación
Es ponente habitual invitado en congresos internacionales y ha dirigido más de 200 cursos nacionales e internacionales para especialistas. Su centro ha formado en medicina y cirugía fetal a más de 400 médicos de diferentes países. Ha fundado Medicina Fetal Barcelona, plataforma que ofrece formación en colaboración con diferentes universidades. Además, ha impulsado la creación de iNatal, una de las webs divulgativas sobre el embarazo referentes en español. También es cofundador de BeDona, una iniciativa de salud de la mujer en línea basada en la medicina funcional y la promoción del estilo de vida para prevenir los grandes problemas de salud en todas las etapas de la vida de la mujer.

## Reconocimientos
Ha sido editor de la revista científica Fetal Diagnosis and Therapy (2008-2021). Ha sido miembro del consejo y/o presidente científico en sociedades y congresos internacionales (ISUOG, WAMP, EAPM, DIP) y asesor de sistemas clínicos y de investigación en Europa, Asia y América. También ha recibido diversos reconocimientos nacionales e internacionales, entre los que destaca la Medalla de Oro de la International Society of Ultrasound in Obstetrics & Gynecology. Ha sido galardonado en la categoría al mejor especialista en Obstetricia y Ginecología en los premios Monitor de Reputación Sanitaria (2015) y MERCO-Observatorio de Salud al Liderazgo Reputacional (2023).